# Faisal Al-Ghamdi
Faisal Al-Ghamdi (in arabo فيصل الغامدي‎?; Dammam, 13 agosto 2001) è un calciatore saudita, centrocampista del Beerschot VA, in prestito dall'Al-Ittihad, e della nazionale saudita.

## Carriera

### Club
Il 1° settembre 2024 viene ceduto a titolo temporaneo ai belgi del Beerschot VA.

### Nazionale
Dopo aver giocato nella nazionale saudita Under-23 nel 2023 ha esordito in nazionale maggiore.

## Statistiche

### Cronologia presenze e reti in nazionale
| Cronologia completa delle presenze e delle reti in nazionale ― Arabia Saudita | Cronologia completa delle presenze e delle reti in nazionale ― Arabia Saudita | Cronologia completa delle presenze e delle reti in nazionale ― Arabia Saudita | Cronologia completa delle presenze e delle reti in nazionale ― Arabia Saudita | Cronologia completa delle presenze e delle reti in nazionale ― Arabia Saudita | Cronologia completa delle presenze e delle reti in nazionale ― Arabia Saudita | Cronologia completa delle presenze e delle reti in nazionale ― Arabia Saudita | Cronologia completa delle presenze e delle reti in nazionale ― Arabia Saudita |
| Data                                                                          | Città                                                                         | In casa                                                                       | Risultato                                                                     | Ospiti                                                                        | Competizione                                                                  | Reti                                                                          | Note                                                                          |
| ----------------------------------------------------------------------------- | ----------------------------------------------------------------------------- | ----------------------------------------------------------------------------- | ----------------------------------------------------------------------------- | ----------------------------------------------------------------------------- | ----------------------------------------------------------------------------- | ----------------------------------------------------------------------------- | ----------------------------------------------------------------------------- |
| 6-1-2023                                                                      | Basra                                                                         | Yemen                                                                         | 0 – 2                                                                         | Arabia Saudita                                                                | Coppa delle nazioni del Golfo 2023 - 1º turno                                 | -                                                                             | 90’                                                                           |
| 13-10-2023                                                                    | Portimão                                                                      | Arabia Saudita                                                                | 2 – 2                                                                         | Nigeria                                                                       | Amichevole                                                                    | -                                                                             | 45’                                                                           |
| 16-11-2023                                                                    | Dammam                                                                        | Arabia Saudita                                                                | 4 – 0                                                                         | Pakistan                                                                      | Qual. Mondiali 2026                                                           | -                                                                             | 64’                                                                           |
| 19-11-2023                                                                    | Amman                                                                         | Giordania                                                                     | 0 – 2                                                                         | Arabia Saudita                                                                | Qual. Mondiali 2026                                                           | -                                                                             | 82’                                                                           |
| 16-1-2024                                                                     | Doha                                                                          | Arabia Saudita                                                                | 2 – 1                                                                         | Oman                                                                          | Coppa d'Asia 2023 - 1º turno                                                  | -                                                                             | 83’                                                                           |
| 21-1-2024                                                                     | Ar Rayyan                                                                     | Kirghizistan                                                                  | 0 – 2                                                                         | Arabia Saudita                                                                | Coppa d'Asia 2023 - 1º turno                                                  | 1                                                                             | 77’                                                                           |
| 21-3-2024                                                                     | Riad                                                                          | Arabia Saudita                                                                | 1 – 0                                                                         | Tagikistan                                                                    | Qual. Mondiali 2026                                                           | -                                                                             | 69’                                                                           |
| 10-9-2024                                                                     | Dalian                                                                        | Cina                                                                          | 1 – 2                                                                         | Arabia Saudita                                                                | Qual. Mondiali 2026                                                           | -                                                                             | 90+3’                                                                         |
| 10-10-2024                                                                    | Gedda                                                                         | Arabia Saudita                                                                | 0 – 2                                                                         | Giappone                                                                      | Qual. Mondiali 2026                                                           | -                                                                             | 61’                                                                           |
| 14-11-2024                                                                    | Melbourne                                                                     | Australia                                                                     | 0 – 0                                                                         | Arabia Saudita                                                                | Qual. Mondiali 2026                                                           | -                                                                             | 88’                                                                           |
| 19-11-2024                                                                    | Giacarta                                                                      | Indonesia                                                                     | 2 – 0                                                                         | Arabia Saudita                                                                | Qual. Mondiali 2026                                                           | -                                                                             | 67’                                                                           |
| 20-3-2025                                                                     | Riad                                                                          | Arabia Saudita                                                                | 1 – 0                                                                         | Cina                                                                          | Qual. Mondiali 2026                                                           | -                                                                             |                                                                               |
| 25-3-2025                                                                     | Saitama                                                                       | Giappone                                                                      | 0 – 0                                                                         | Arabia Saudita                                                                | Qual. Mondiali 2026                                                           | -                                                                             |                                                                               |
| 5-6-2025                                                                      | Riffa                                                                         | Bahrein                                                                       | 0 – 2                                                                         | Arabia Saudita                                                                | Qual. Mondiali 2026                                                           | -                                                                             | 61’                                                                           |
| 15-6-2025                                                                     | San Diego                                                                     | Haiti                                                                         | 0 – 1                                                                         | Arabia Saudita                                                                | Gold Cup 2025 - 1º turno                                                      | -                                                                             | 46’                                                                           |
| 28-6-2025                                                                     | Glendale                                                                      | Messico                                                                       | 2 – 0                                                                         | Arabia Saudita                                                                | Gold Cup 2025 - Quarti di finale                                              | -                                                                             | 88’                                                                           |
| Totale                                                                        |                                                                               | Presenze                                                                      | 16                                                                            |                                                                               | Reti                                                                          | 1                                                                             |                                                                               |